# Friedrich III. (Salm-Kyrburg)

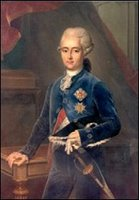
Friedrich III. Fürst zu Salm-Kyrburg, Prinz von Horn, Museum der Ehrenlegion, Paris

Friedrich III. Johann Otto Franz Christian Philipp Fürst zu Salm-Kyrburg (* 3. Mai oder 13. Mai 1745, vielleicht in Henri-Chapelle (unweit Eupen, Herzogtum Limburg); † 23. Juli 1794 in Paris) war ein Wild- und Rheingraf sowie Fürst aus den Linien Obersalm bzw. Salm-Neufville des deutschen Adelsgeschlechtes Salm. Er war der älteste Sohn von Philipp Joseph zu Salm-Kyrburg und Maria Theresia (1725–1783), geborene von Horn. Moritz zu Salm-Kyrburg war sein Bruder, Amalie Zephyrine zu Salm-Kyrburg seine Schwester.
Häufig verwechselt wird Friedrich III. mit dem in holländischen Diensten stehenden Obristen Johann Friedrich von Salm-Grumbach, einem weitläufigen Verwandten, der 1787 in Utrecht ein Hauptkontingent der niederländischen Truppen unter dem Einfluss der Patriotten befehligte.

## Leben

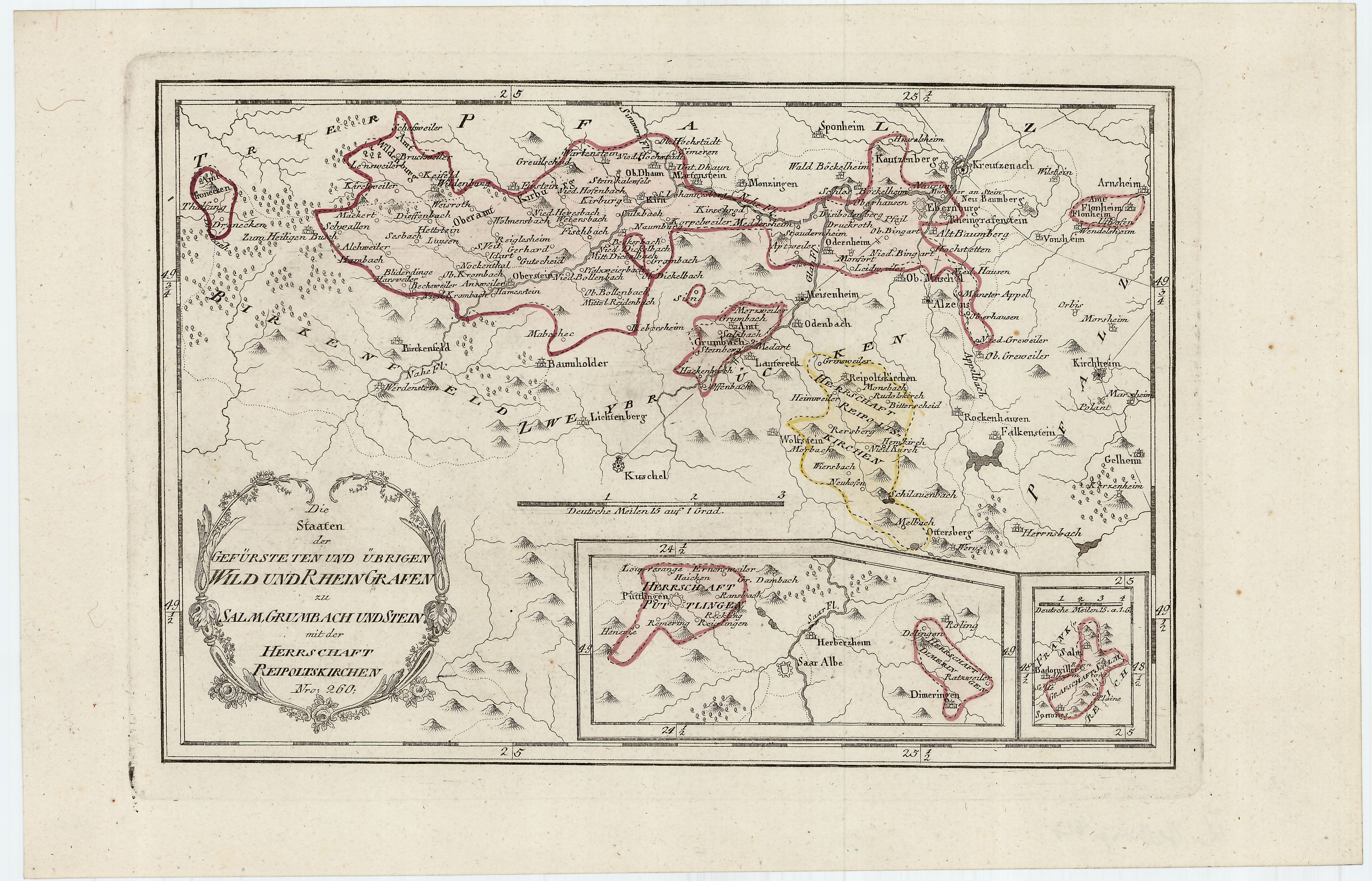
Karte der gefürsteten und übrigen Wild- und Rheingrafen zu Salm, Grumbach und Stein, 1791

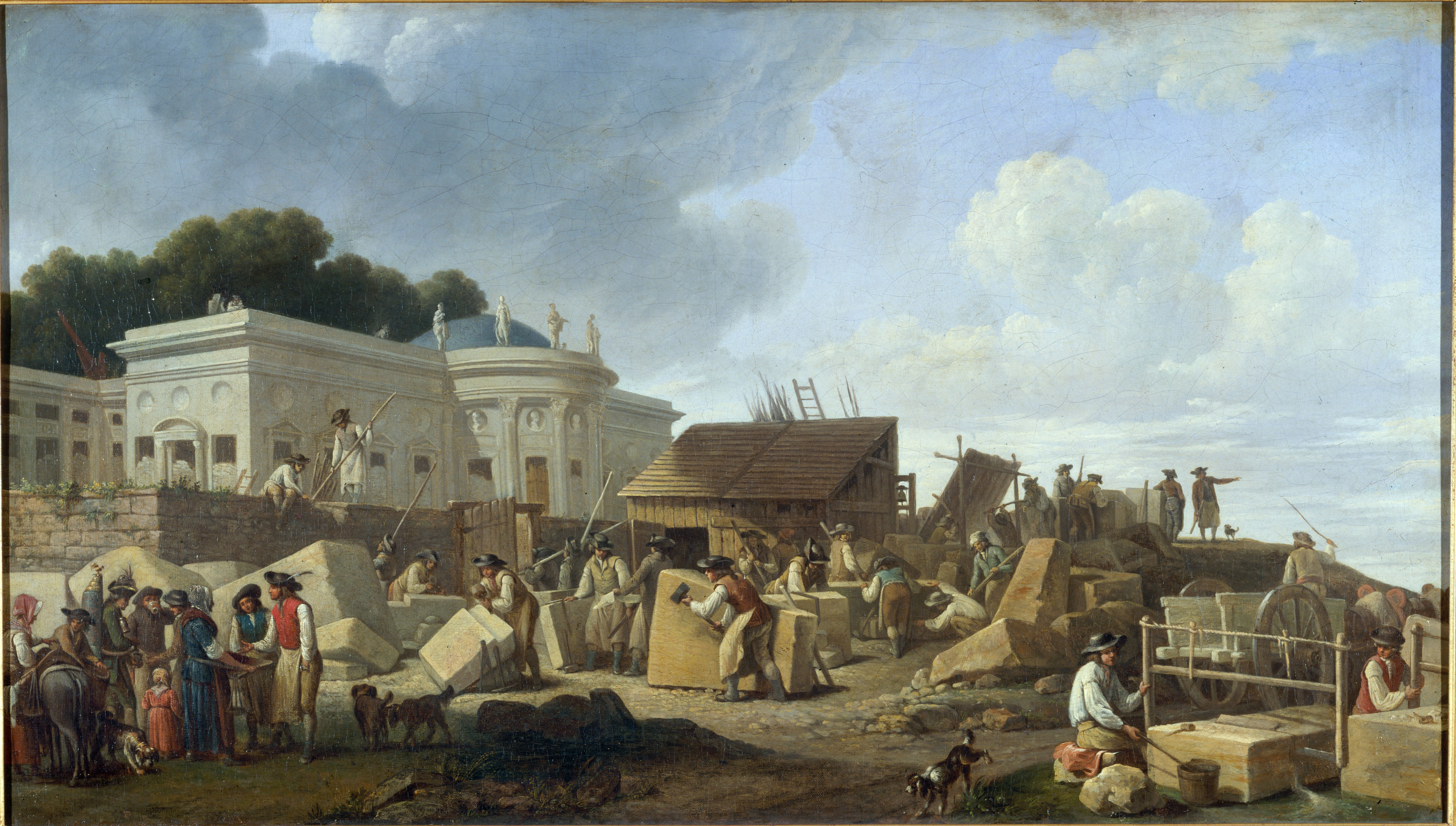
Der Bau des Hôtel de Salm, Musée Carnavalet, Paris

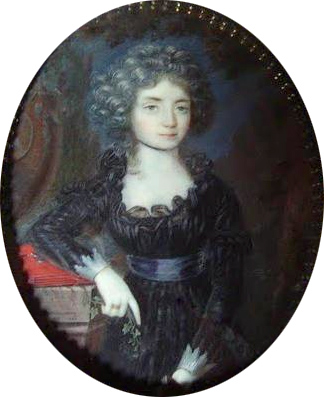
Johanna Franziska von Hohenzollern-Sigmaringen, Fürstin zu Salm-Kyrburg

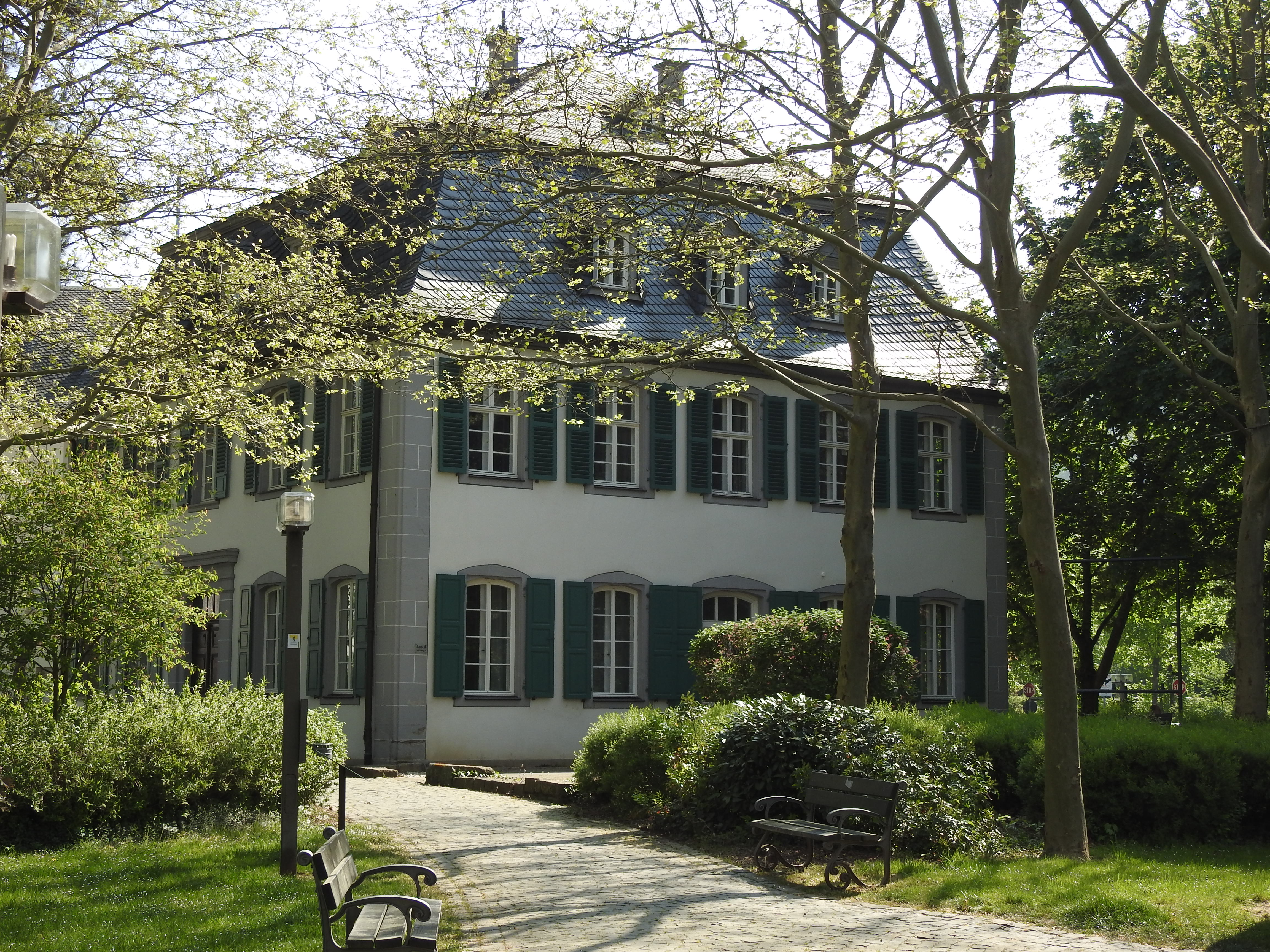
Ansicht des Pavillons Teichweg 11 von Schloss Amalienlust, ab 1784 bezogen von Fürst Friedrich III. und seiner Gemahlin, Fürstin Johanna Franziska

In den Jahren 1751 bis 1757 wurde Friedrich am Collège Louis-le-Grand in Paris erzogen, außerdem war er Schüler der Académie d’Angers. Mit 17 Jahren trat er in kaiserliche Militärdienste, wo er von 1763 bis 1771 diente. Im August 1771 schrieb er einen Brief an Voltaire, um ihm in Genf zu begegnen. Dann wurde er Oberst in einem deutschen Truppenteil des Französischen Heers. Am 5. September 1778 stieg er zum Brigadier des armées du roi auf. 1779 wurde er als Erbe seines Vaters Philipp Joseph der 3. Fürst zu Salm-Kyrburg. 1781 heiratete er in Straßburg Johanna Franziska, die Tochter des Fürsten Karl Friedrich von Hohenzollern-Sigmaringen. Seine Schwester Amalie heiratete Anton Aloys von Hohenzollern-Sigmaringen, seinen Schwager, in Schloss Dhaun. Im selben Jahr wurde die erste Landes-Lotterie von ihm privilegiert. Von seiner 1783 verstorbenen Mutter erbte Friedrich das Vermögen der Familie von Horn.
Friedrich pflegte einen aufwendigen Lebensstil, der ihn in große Verschuldung führte. Am 12. Juli 1782 erwarb er von dem Fürsten von Conti ein großes Grundstück. Zwischen 1783 und 1788 ließ er an die Rue de Lille das klassizistische Hôtel de Salm errichten. Wie er an William Temple Franklin schrieb, war er Ende 1783 gezwungen, das Haus zu räumen, bis das Urteil eines Prozesses ergangen war. Schon im nächsten Jahr wurden Probleme mit der Bedachung festgestellt. Friedrich III. verklagte später den Bauunternehmer, wohl um die Bezahlung der Arbeiten so lange wie möglich hinauszuzögern und einen Rabatt auf die Marktpreise zu erhalten. Im August 1785 wurden die Arbeiten erneut unterbrochen. Von da an wurden die Bauarbeiten bis September 1788 nur noch sporadisch wieder aufgenommen.
1784 war er am Bau eines Kanals zwischen Provins und der Seine beteiligt. Hierbei übernahm er sich finanziell und beauftragte in seiner Not den Diplomaten und Abenteurer Giorgio Baroni Cavalcabò (1717–1799), ihm bei der Beschaffung von Mitteln zu helfen. In Kirn baute er gleichzeitig ab 1782 eine fürstliche Sommerresidenz, das Schloss Amalienlust, aus mehreren Pavillons, Theater, Gesellschaftshaus und weiteren Bauten als ovale Schloss- und Gartenanlage. Drei Gebäude der klassizistischen Anlage, die Denis Antoine entworfen hatte, sind noch vorhanden, der Fürstenpavillon, der Pavillon für seine Schwester Amalie sowie das ehemalige Theater. Für seine Jagdgesellschaften nutzte er das Schloss Sien.

### Französische Revolution
Friedrich III. trat am 18. Dezember 1786 aus dem Dienste Ludwigs XVI. aus. Später erklärte er hierzu, dass er „von einem verräterischen und plünderischen Hofe nichts annehmen“ wollte. Er schlug sich 1789 auf die Seite der Französischen Revolution. Im Oktober dieses Jahres wurde er unter Protektion des Marquis de La Fayette einstimmig zum Bataillonschef der Nationalgarde eines Jakobinerdistrikts gewählt. Unter der Begründung, sie werde „prätorianisch“, trat er jedoch im September 1790 wieder aus. Seine Frau, Fürstin Johanna Franziska, verstarb am 23. August 1790 auf Schloss Amalienlust und ist im Chorraum der evangelischen Kirche Kirn bestattet. Sie wurde nur 25 Jahre alt.
Sein Pariser Stadtpalais wurde ein Treffpunkt der Linken in der Konstituante. 1790 rief er als Besitzer der Standesherrschaft Horn in einem Sendschreiben an die Stände von Brabant diese zum Aufstand gegen Kaiser Leopold II. auf: „Erkläret doch in legaler und notorischer Weise, daß alle Souveränität im Volke ruht.“ Eine Pariser Zeitung schrieb hierzu: „Seine apostolische Epistel ist von missionsartigem Eifer und predigt die Lehre der Jakobiner in ihrer ganzen Reinheit. Er muntert die Belgier auf, die Prinzipien anzunehmen, die heute als die in einer Regierung einzig guten anerkannt seien. Er lädt sie zugleich ein, eine Gewalt zu konstituieren, die an die Stelle des überlebten gotischen Gebäudes die durch die modernen Vitruve Mably, Rousseau und die französische Gesetzgebung von 1789 vervollkommnete griechische und römische Architektur setzt. Liest man dies Glaubensbekenntnis und diese Wünsche des Fürsten zu Salm, so möchte man ihm Besitzungen wünschen, die ihm das Sitzrecht in den Reichsständen in allen Ländern der Erde wie in Brabant gäben.“
1790 verwitwet, trotz Verkaufs von Landesteilen von einem Schuldenberg belastet und einer von Kaiser Joseph II. einberufenen Untersuchungskommission bedrängt, schlug ihm sein Kammerdirektor und Berater Franz Xaver von Zwackh 1791 eine Ehe mit Friederike von Bretzenheim vor, der illegitimen Tochter des pfalzbayerischen Kurfürsten Karl Theodor. Diesen Vorschlag wies Friedrich III. als „Unverschämtheit“ zurück.
Am 16. Mai 1792 wurde er in Somme-Leuze oder Leuze-en-Hainaut verhaftet und nach Antwerpen gebracht. Im Sommer wollte er mit seiner Schwester Amalie nach England emigrieren; sie wartete jedoch vergeblich auf ihren Bruder. Im Dezember 1792 ließ Friedrich III. sich durch den Jakobiner Philippe Rühl im Nationalkonvent als „französischer Bürger“ annoncieren und verkünden, er erkenne die Volkssouveränität an. Im gleichen Monat reiste er mit seinem 3-jährigen Sohn ins Fürstentum Salm-Kyrburg und propagierte Prinzipien der Französischen Revolution. Im Rathaus von Kirn hob er am 14. Dezember 1792 unter anderem die Leibeigenschaft auf, eine Verfügung, die das Reichskammergericht am 27. Januar 1793 wieder revidierte. In einem Erlass vom 19. Dezember 1792 titulierte er sich „Friedrich, durch den ausdrücklichen Willen meiner Mitbürger Fürst zu Salm-Kyrburg“.

### Schreckensherrschaft
Infolge des Gesetzes vom 9. Mai 1793 beschlagnahmte Frankreich seine Güter in Vimy, wogegen er unter Hinweis auf seine patriotische französische Gesinnung und den „Hass seiner Mitfürsten“ reklamierte. Charles-François Lebrun, der Außenminister, versicherte ihm sodann, dass die Republik ihre Freunde nicht verlassen und nicht vergessen werde, was sie für sie leiden. Friedrich ließ jedoch nicht locker und protestierte als „Bürger Friedrich von Salm-Kyrburg“ erneut. Am 26. Januar 1794 wurde auf Betreiben eines Revolutionsausschusses ein Haftbefehl gegen Friedrich und seine Schwester Amalie erlassen. Deren Ehemann Anton Aloys war beim Ausbruch des Koalitionskrieges nach Wien geflohen. Angeklagt war auch Alexandre de Beauharnais, der Geliebte Amaliens. Durch Verfügung des Sicherheitsausschusses vom 2. April 1794, unter anderem unterzeichnet von Rühl, wurde „der sogenannte Salm-Kirburg, deutscher Fürst“ in das Gefängnis Les Carmes überführt. Seine schreckliche Lage schilderte er in einem Briefwechsel mit seiner Schwester. Antoine Quentin Fouquier-Tinville nannte ihn in seiner Anklageakte „Salm, auswärtiger deutscher Fürst, der unter der Maske des Patriotismus nichts anderes ist als der versteckte Agent der deutschen Koalition gegen Frankreich“. De Beauharnais, ehemaligen General der Rheinarmee, wurde beschuldigt, der von preußischen Truppen belagerten Mainzer Republik zu spät zur Hilfe gekommen zu sein. Bei der Belagerung von Mainz (1793) soll er seine Männer zur Kapitulation gedrängt haben.
Am 21. Juli 1794 wurde er in einer Gruppe von 54 Gefangenen von Carmes zur Conciergerie überführt. Am Folgetag  stand er von dem Revolutionstribunal, das ihn in seiner Sitzung mit 49 anderen Personen als „Volksfeind“ zum Tode verurteilte.
Zusammen mit seinem Freund Alexandre de Beauharnais wurde er am 23. Juli 1794 (5. Thermidor) an der Barrière du Trône durch die Guillotine hingerichtet, vier Tage vor dem Ende der Terrorherrschaft Maximilien de Robespierres.
Die Nähe zur Gruppierung der Dantonisten wurde Salm vielleicht zum Verhängnis, als Ursachen seiner politischen Verfolgung und Hinrichtung kommen auch seine Beziehungen zu Alexandre und Josephine de Beauharnais oder Philippe Égalité in Betracht.
Mit über 1300 anderen Leichen wurden die Überreste Friedrichs in eine Grube geworfen. Anderntags ließ Friedrichs Schwester Amalie die Grube öffnen und versuchte ihren Bruder (und ihren Geliebten Alexandre de Beauharnais) zu identifizieren. Weil dies misslang, kaufte sie den blutgetränkten Boden mitsamt der Leichen und ließ ihn in einem Garten eines Augustinerklosters würdig bestatten. Zusammen mit anderen Adelsfamilien, deren Leichen sich ebenfalls in dem überführten Boden befanden, erwarb Amalie den Garten. Gemeinsam betrieben sie fortan den Privatfriedhof als Cimetière de Picpus. Zusammen mit ihrem Neffen, dem Fürsten Friedrich IV., ließ Amalie später dort ein Mausoleum als Grablege der Familie Salm-Kyrburg errichten.

## Ehe und Nachkommen

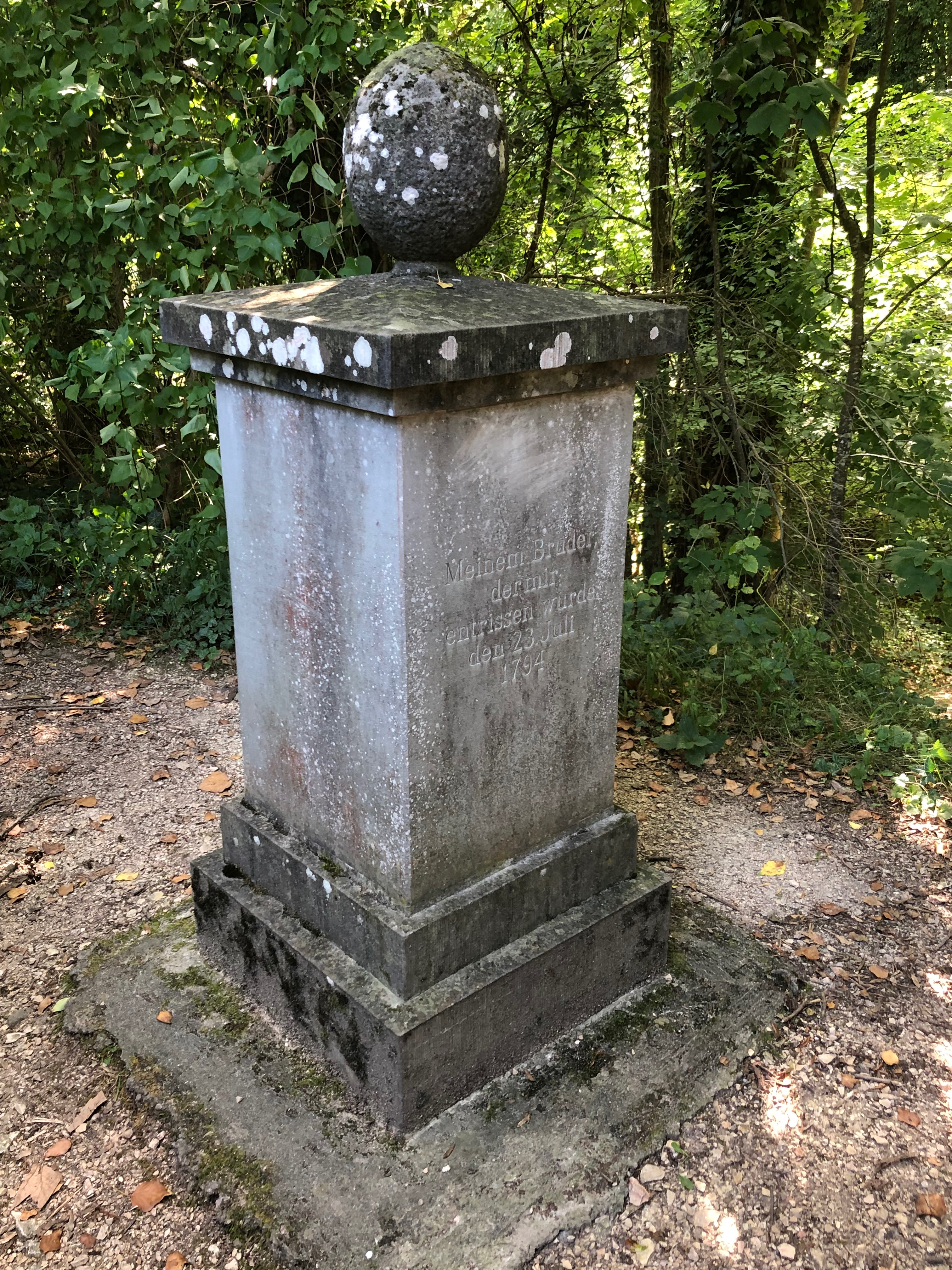
Denkmal für Fürst Friedrich III. im Fürstlichen Park Inzigkofen, gestiftet von seiner Schwester Amalie Zephyrine.

Mit Johanna Franziska von Hohenzollern-Sigmaringen (Hochzeit 1781) hatte er vier Kinder:
- Philippine Friederike Wilhelmine (* 12. Juli 1783; † 4. Dezember 1786)
- Friedrich Heinrich Otto (* 7. April 1785; † 17. November 1786)
- Friedrich Emanuel Otto Ludwig Philipp Konrad (* 9. Oktober 1786; † 7. November 1786)
- Friedrich IV. (* 14. Dezember 1789; † 14. August 1859)

⚭ 1815 Cécile Rosalie Prévost (1783–1866)